# ファーガス郡 (モンタナ州)
ファーガス郡（英: Fergus County）は、アメリカ合衆国モンタナ州の中央部に位置する郡である。2010年国勢調査での人口は11,586人であり、2000年の11,893人から2.6％減少した。郡庁所在地はルイスタウン市（人口5,901人）であり、同郡で人口最大の自治体でもある。

## 地理
アメリカ合衆国国勢調査局に拠れば、郡域全面積は4,350平方マイル (11,266.4 km2)であり、このうち陸地は4,339平方マイル (11,238.0 km2)、水域は11平方マイル (28.5 km2)で水域率は0.26％である。

### 主要高規格道路
- アメリカ国道87号線
- アメリカ国道191号線
- モンタナ州道3号線
- モンタナ州道80号線
- モンタナ州道81号線
- モンタナ州道200号線

### 隣接する郡
- シュートー郡 - 北西
- ブレイン郡 - 北
- フィリップス郡 - 北東
- ペトローリアム郡 - 東
- マッスルシェル郡 - 南東
- ゴールデンバレー郡 - 南
- ウィートランド郡 - 南西
- ジュディスベイスン郡 - 西

### 国立保護地域
- チャールズ・M・ラッセル国立野生生物保護区
- ルイスアンドクラーク国立の森（部分）
- ミズーリ川上流ブレイクス国立保護区（部分）

## 人口動態
以下は2000年の国勢調査による人口統計データである。
| 基礎データ - 人口: 11,893人 - 世帯数: 4,860 世帯 - 家族数: 3,197 家族 - 人口密度: 1人/km2（3人/mi2） - 住居数: 5,558軒 - 住居密度: 0軒/km2（1軒/mi2） 人種別人口構成 - 白人: 97.10% - アフリカン・アメリカン: 0.08% - ネイティブ・アメリカン: 1.18% - アジア人: 0.19% - その他の人種: 0.29% - 混血: 1.16% - ヒスパニック・ラテン系: 0.81% 先祖による構成 - ドイツ系：24.5％ - アメリカ人：13.5％ - ノルウェー系：13.0％ - アイルランド系：9.3％ - イギリス系：9.0％ 言語による構成 - 英語：97.1％ - ドイツ語：1.2％ - スペイン語：1.1％ 年齢別人口構成 - 18歳未満: 24.5% - 18-24歳: 6.1% - 25-44歳: 23.6% - 45-64歳: 25.8% - 65歳以上: 19.9% - 年齢の中央値: 42歳 - 性比（女性100人あたり男性の人口） - 総人口: 94.8 - 18歳以上: 93.4 | 世帯と家族（対世帯数） - 18歳未満の子供がいる: 28.7% - 結婚・同居している夫婦: 56.1% - 未婚・離婚・死別女性が世帯主: 6.7% - 非家族世帯: 34.2% - 単身世帯: 30.5% - 65歳以上の老人1人暮らし: 13.9% - 平均構成人数 - 世帯: 2.33人 - 家族: 2.91人 収入と家計 - 収入の中央値 - 世帯: 30,409米ドル - 家族: 36,609米ドル - 性別 - 男性: 27,260米ドル - 女性: 18,138米ドル - 人口1人あたり収入: 15,808米ドル - 貧困線以下 - 対人口: 15.4% - 対家族数: 10.6% - 18歳未満: 19.4% - 65歳以上: 12.2% |

## 著名な住人
- ロイ・E・エアーズ、モンタナ州知事、1905年から1909年まで郡検察官を務めた
- カール・W・リディック、モンタナ州選出アメリカ合衆国下院議員、郡査定官を務めた

## 都市と町

### 都市
- ルイスタウン - 郡庁所在地

### 町
- デントン
- グラスレンジ
- ムーア
- ウィニフレッド

### 国勢調査指定地域
- ルイスタウンハイツ

### その他の町
- バッファロー
- カフィークリーク
- フォレストグローブ
- ヒルジャー
- ロイ